# 8e étape du Tour de France 1996
Pour un article plus général, voir Tour de France 1996.
La 8e étape du Tour de France 1996 a eu lieu le 7 juillet 1996 entre la ville de Bourg-Saint-Maurice et la station de ski de Val d'Isère sur une distance de 30,4 km et sous la forme d'un contre-la-montre en côte. Elle a été remportée le leader du classement général le Russe Evgueni Berzin (Gewiss-Playbus). Il devance le Danois Bjarne Riis (Deutsche Telekom) et l'Espagnol Abraham Olano (Mapei-GB). Berzin conserve donc le maillot jaune de leader au terme de l'étape du jour.

## Déroulement

### Points distribués
| Arrivée d'étape Val d'Isère (km 30.5) | Arrivée d'étape Val d'Isère (km 30.5) | Arrivée d'étape Val d'Isère (km 30.5) | Arrivée d'étape Val d'Isère (km 30.5) | Arrivée d'étape Val d'Isère (km 30.5) |
| ------------------------------------- | ------------------------------------- | ------------------------------------- | ------------------------------------- | ------------------------------------- |
|                                       | Coureur                               | Pays                                  | Équipe                                | Point(s)                              |
| 1er                                   | Evgueni Berzin                        | Russie                                | Gewiss-Playbus                        | 20                                    |
| 2e                                    | Bjarne Riis                           | Danemark                              | Deutsche Telekom                      | 17                                    |
| 3e                                    | Abraham Olano                         | Espagne                               | Mapei-GB                              | 15                                    |
| 4e                                    | Tony Rominger                         | Suisse                                | Mapei-GB                              | 13                                    |
| 5e                                    | Miguel Indurain                       | Espagne                               | Banesto                               | 12                                    |
| 6e                                    | Jan Ullrich                           | Allemagne                             | Deutsche Telekom                      | 10                                    |
| 7e                                    | Peter Luttenberger                    | Autriche                              | Carrera Jeans                         | 9                                     |
| 8e                                    | Christopher Boardman                  | Royaume-Uni                           | Gan                                   | 8                                     |
| 9e                                    | Alex Zülle                            | Suisse                                | ONCE                                  | 7                                     |
| 10e                                   | Udo Bölts                             | Allemagne                             | Deutsche Telekom                      | 6                                     |
| modifier                              |                                       |                                       |                                       |                                       |

| Montée de Val d'Isère (km 24) 1re catégorie | Montée de Val d'Isère (km 24) 1re catégorie | Montée de Val d'Isère (km 24) 1re catégorie | Montée de Val d'Isère (km 24) 1re catégorie | Montée de Val d'Isère (km 24) 1re catégorie |
| ------------------------------------------- | ------------------------------------------- | ------------------------------------------- | ------------------------------------------- | ------------------------------------------- |
|                                             | Coureur                                     | Pays                                        | Équipe                                      | Point(s)                                    |
| 1er                                         | Bjarne Riis                                 | Danemark                                    | Deutsche Telekom                            | 30                                          |
| 2e                                          | Peter Luttenberger                          | Autriche                                    | Carrera Jeans                               | 26                                          |
| 3e                                          | Evgueni Berzin                              | Russie                                      | Gewiss-Playbus                              | 22                                          |
| 4e                                          | Miguel Indurain                             | Espagne                                     | Banesto                                     | 18                                          |
| 5e                                          | Jan Ullrich                                 | Allemagne                                   | Deutsche Telekom                            | 14                                          |
| 6e                                          | Abraham Olano                               | Espagne                                     | Mapei-GB                                    | 12                                          |
| 7e                                          | Tony Rominger                               | Suisse                                      | Mapei-GB                                    | 10                                          |
| 8e                                          | Udo Bölts                                   | Allemagne                                   | Deutsche Telekom                            | 8                                           |
| 9e                                          | Chris Boardman                              | Royaume-Uni                                 | Gan                                         | 6                                           |
| 10e                                         | Luc Leblanc                                 | France                                      | Polti                                       | 4                                           |
| modifier                                    |                                             |                                             |                                             |                                             |

## Classement de l'étape
| \| Classement de l'étape \| Classement de l'étape \| Classement de l'étape \| Classement de l'étape \| Classement de l'étape \| \| Coureur \| Coureur \| Pays \| Équipe \| Temps \| \| --------------------- \| --------------------- \| --------------------- \| --------------------- \| --------------------- \| \| 1er \| Evgueni Berzin \| Russie \| Gewiss-Playbus \| 51 min 53 s \| \| 2e \| Bjarne Riis \| Danemark \| Deutsche Telekom \| + 35 s \| \| 3e \| Abraham Olano \| Espagne \| Mapei-GB \| + 45 s \| \| 4e \| Tony Rominger \| Suisse \| Mapei-GB \| + 1 min 01 s \| \| 5e \| Miguel Indurain \| Espagne \| Banesto \| + 1 min 01 s \| \| 6e \| Jan Ullrich \| Allemagne \| Deutsche Telekom \| + 1 min 07 s \| \| 7e \| Peter Luttenberger \| Autriche \| Carrera Jeans \| + 1 min 36 s \| \| 8e \| Chris Boardman \| Royaume-Uni \| Gan \| + 2 min 30 s \| \| 9e \| Alex Zülle \| Suisse \| ONCE \| + 2 min 36 s \| \| 10e \| Udo Bölts \| Allemagne \| Deutsche Telekom \| + 2 min 52 s \| |                    |             |                  |              |
| |                    |             |                  |              |
| |                    |             |                  |              |
| Classement de l'étape |                    |             |                  |              |
| Coureur | Coureur            | Pays        | Équipe           | Temps        |
| 1er | Evgueni Berzin     | Russie      | Gewiss-Playbus   | 51 min 53 s  |
| 2e | Bjarne Riis        | Danemark    | Deutsche Telekom | + 35 s       |
| 3e | Abraham Olano      | Espagne     | Mapei-GB         | + 45 s       |
| 4e | Tony Rominger      | Suisse      | Mapei-GB         | + 1 min 01 s |
| 5e | Miguel Indurain    | Espagne     | Banesto          | + 1 min 01 s |
| 6e | Jan Ullrich        | Allemagne   | Deutsche Telekom | + 1 min 07 s |
| 7e | Peter Luttenberger | Autriche    | Carrera Jeans    | + 1 min 36 s |
| 8e | Chris Boardman     | Royaume-Uni | Gan              | + 2 min 30 s |
| 9e | Alex Zülle         | Suisse      | ONCE             | + 2 min 36 s |
| 10e | Udo Bölts          | Allemagne   | Deutsche Telekom | + 2 min 52 s |

## Classement général
| \| Classement général \| Classement général \| Classement général \| Classement général \| Classement général \| \| Coureur \| Coureur \| Pays \| Équipe \| Temps \| \| ------------------ \| ------------------ \| ------------------ \| ------------------ \| ------------------ \| \| 1er \| Evgueni Berzin \| Russie \| Gewiss-Playbus \| 41 h 39 min 46 s \| \| 2e \| Bjarne Riis \| Danemark \| Deutsche Telekom \| + 43 s \| \| 3e \| Abraham Olano \| Espagne \| Mapei-GB \| + 45 s \| \| 4e \| Tony Rominger \| Suisse \| Mapei-GB \| + 1 min 08 s \| \| 5e \| Jan Ullrich \| Allemagne \| Deutsche Telekom \| + 1 min 37 s \| \| 6e \| Peter Luttenberger \| Autriche \| Carrera Jeans \| + 2 min 35 s \| \| 7e \| Richard Virenque \| France \| Festina-Lotus \| + 3 min 56 s \| \| 8e \| Laurent Dufaux \| Suisse \| Festina-Lotus \| + 4 min 08 s \| \| 9e \| Piotr Ugrumov \| Lettonie \| Roslotto-ZG Mobili \| + 4 min 25 s \| \| 10e \| Fernando Escartín \| Espagne \| Kelme-Artiach \| + 4 min 50 s \| |                    |           |                    |                  |
| |                    |           |                    |                  |
| |                    |           |                    |                  |
| Classement général |                    |           |                    |                  |
| Coureur | Coureur            | Pays      | Équipe             | Temps            |
| 1er | Evgueni Berzin     | Russie    | Gewiss-Playbus     | 41 h 39 min 46 s |
| 2e | Bjarne Riis        | Danemark  | Deutsche Telekom   | + 43 s           |
| 3e | Abraham Olano      | Espagne   | Mapei-GB           | + 45 s           |
| 4e | Tony Rominger      | Suisse    | Mapei-GB           | + 1 min 08 s     |
| 5e | Jan Ullrich        | Allemagne | Deutsche Telekom   | + 1 min 37 s     |
| 6e | Peter Luttenberger | Autriche  | Carrera Jeans      | + 2 min 35 s     |
| 7e | Richard Virenque   | France    | Festina-Lotus      | + 3 min 56 s     |
| 8e | Laurent Dufaux     | Suisse    | Festina-Lotus      | + 4 min 08 s     |
| 9e | Piotr Ugrumov      | Lettonie  | Roslotto-ZG Mobili | + 4 min 25 s     |
| 10e | Fernando Escartín  | Espagne   | Kelme-Artiach      | + 4 min 50 s     |

## Classements annexes
| Classement par points | Classement par points | Classement par points | Classement par points        | Classement par points |
| Coureur               | Coureur               | Pays                  | Équipe                       | Points                |
| --------------------- | --------------------- | --------------------- | ---------------------------- | --------------------- |
| 1er                   | Frédéric Moncassin    | France                | Gan                          | 164 pts               |
| 2e                    | Erik Zabel            | Allemagne             | Deutsche Telekom             | 154 pts               |
| 3e                    | Jeroen Blijlevens     | Pays-Bas              | TVM-Farm Frites              | 121 pts               |
| 4e                    | Fabio Baldato         | Italie                | MG Boys Maglificio-Technogym | 115 pts               |
| 5e                    | Mario Traversoni      | Italie                | Carrera Jeans                | 111 pts               |

| Classement par points | Classement par points | Classement par points | Classement par points        | Classement par points |
| Coureur               | Coureur               | Pays                  | Équipe                       | Points                |
| --------------------- | --------------------- | --------------------- | ---------------------------- | --------------------- |
| 1er                   | Frédéric Moncassin    | France                | Gan                          | 164 pts               |
| 2e                    | Erik Zabel            | Allemagne             | Deutsche Telekom             | 154 pts               |
| 3e                    | Jeroen Blijlevens     | Pays-Bas              | TVM-Farm Frites              | 121 pts               |
| 4e                    | Fabio Baldato         | Italie                | MG Boys Maglificio-Technogym | 115 pts               |
| 5e                    | Mario Traversoni      | Italie                | Carrera Jeans                | 111 pts               |

| Classement de la montagne | Classement de la montagne | Classement de la montagne | Classement de la montagne | Classement de la montagne |
| Coureur                   | Coureur                   | Pays                      | Équipe                    | Points                    |
| ------------------------- | ------------------------- | ------------------------- | ------------------------- | ------------------------- |
| 1er                       | Richard Virenque          | France                    | Festina-Lotus             | 102 pts                   |
| 2e                        | Peter Luttenberger        | Autriche                  | Carrera Jeans             | 74 pts                    |
| 3e                        | Tony Rominger             | Suisse                    | Mapei-GB                  | 73 pts                    |
| 4e                        | Miguel Indurain           | Espagne                   | Banesto                   | 67 pts                    |
| 5e                        | Bjarne Riis               | Danemark                  | Deutsche Telekom          | 62 pts                    |

| Classement de la montagne | Classement de la montagne | Classement de la montagne | Classement de la montagne | Classement de la montagne |
| Coureur                   | Coureur                   | Pays                      | Équipe                    | Points                    |
| ------------------------- | ------------------------- | ------------------------- | ------------------------- | ------------------------- |
| 1er                       | Richard Virenque          | France                    | Festina-Lotus             | 102 pts                   |
| 2e                        | Peter Luttenberger        | Autriche                  | Carrera Jeans             | 74 pts                    |
| 3e                        | Tony Rominger             | Suisse                    | Mapei-GB                  | 73 pts                    |
| 4e                        | Miguel Indurain           | Espagne                   | Banesto                   | 67 pts                    |
| 5e                        | Bjarne Riis               | Danemark                  | Deutsche Telekom          | 62 pts                    |

| Classement du meilleur jeune | Classement du meilleur jeune | Classement du meilleur jeune | Classement du meilleur jeune | Classement du meilleur jeune |
| Coureur                      | Coureur                      | Pays                         | Équipe                       | Temps                        |
| ---------------------------- | ---------------------------- | ---------------------------- | ---------------------------- | ---------------------------- |
| 1er                          | Jan Ullrich                  | Allemagne                    | Deutsche Telekom             | 41 h 41 min 23 s             |
| 2e                           | Peter Luttenberger           | Autriche                     | Carrera Jeans                | + 58 s                       |
| 3e                           | Leonardo Piepoli             | Italie                       | Refin-Mobilvetta             | + 8 min 16 s                 |
| 4e                           | Manuel Fernández Ginés       | Espagne                      | Mapei-GB                     | + 9 min 40 s                 |
| 5e                           | Michael Boogerd              | Pays-Bas                     | Rabobank                     | + 15 min 51 s                |

| Classement du meilleur jeune | Classement du meilleur jeune | Classement du meilleur jeune | Classement du meilleur jeune | Classement du meilleur jeune |
| Coureur                      | Coureur                      | Pays                         | Équipe                       | Temps                        |
| ---------------------------- | ---------------------------- | ---------------------------- | ---------------------------- | ---------------------------- |
| 1er                          | Jan Ullrich                  | Allemagne                    | Deutsche Telekom             | 41 h 41 min 23 s             |
| 2e                           | Peter Luttenberger           | Autriche                     | Carrera Jeans                | + 58 s                       |
| 3e                           | Leonardo Piepoli             | Italie                       | Refin-Mobilvetta             | + 8 min 16 s                 |
| 4e                           | Manuel Fernández Ginés       | Espagne                      | Mapei-GB                     | + 9 min 40 s                 |
| 5e                           | Michael Boogerd              | Pays-Bas                     | Rabobank                     | + 15 min 51 s                |

| Classement par équipes | Classement par équipes | Classement par équipes | Classement par équipes |
| Équipe                 | Équipe                 | Pays                   | Temps                  |
| ---------------------- | ---------------------- | ---------------------- | ---------------------- |
| 1re                    | Deutsche Telekom       | Allemagne              | 125 h 09 min 26 s      |
| 2e                     | Mapei-GB               | Italie                 | + 1 min 10 s           |
| 3e                     | ONCE                   | Espagne                | + 17 min 06 s          |
| 4e                     | Festina-Lotus          | France                 | + 20 min 00 s          |
| 5e                     | Rabobank               | Pays-Bas               | + 21 min 31 s          |

| Classement par équipes | Classement par équipes | Classement par équipes | Classement par équipes |
| Équipe                 | Équipe                 | Pays                   | Temps                  |
| ---------------------- | ---------------------- | ---------------------- | ---------------------- |
| 1re                    | Deutsche Telekom       | Allemagne              | 125 h 09 min 26 s      |
| 2e                     | Mapei-GB               | Italie                 | + 1 min 10 s           |
| 3e                     | ONCE                   | Espagne                | + 17 min 06 s          |
| 4e                     | Festina-Lotus          | France                 | + 20 min 00 s          |
| 5e                     | Rabobank               | Pays-Bas               | + 21 min 31 s          |